# وارغة (مقاطعة تشرداول)
وارغة (بالفارسية: وارگه) هي قرية تقع في قسم آسمان‌آباد الريفي (مقاطعة تشرداول) في إيران. يقدر عدد سكانها بـ 1,019 نسمة .